# شكوكية أوروبية

علم الاتحاد الأوروبي يتوسطه شعار الشيوعية، يشير لكون الاتحاد الأوروبي لا يختلف عن الاتحاد السوفييتي يستخدمه الشكوكيين الأوروبيين القوميين.

شكوكية أوروبية (بالإنجليزية: Euroscepticism)‏ هو مصطلح يصف رفض الأوروبانية، أي يرى تشكيل اتحادات سياسية بين الدول الأوروبية مثل الاتحاد الأوروبي هو مشروع فاشل، وتتعدد الأسباب لرفضه فالقوميين يرفضوه لكونه يدمج دول مختلفة اللغات والعرقيات مع بعضها وأن هذا الاتحاد ضد استقلال دولهم بالإضافة إلى إدخال مهاجرين ولاجئين له من خارج أوروبا، وهناك بعض الشيوعيين واليساريين يرفضوه لكون الاتحاد الأوروبي مبني على الرأسمالية، تنشط حركات الشكوكية الأوروبية في عدة دول، فمثلاً يعتبر حزب المحافظين من أبرز معارضي دخول المملكة المتحدة للاتحاد الأوروبي، بالإضافة إلى حزب اليمين الأوكراني الوطني المتشدد كذلك ينشط في عدة دول في الاتحاد والتي فيها عدة جهات تطالب بالخروج من الاتحاد الأوروبي مثل اليونان وغيرها.